# ジェアン・ラファエウ・ヴァンデルレイ・モレイラ
ジェアン（Jean）ことジェアン・ラファエウ・ヴァンデルレイ・モレイラ（ポルトガル語: Jean Raphael Vanderlei Moreira、1986年6月24日 - ）は、ブラジルのサッカー選手。元ブラジル代表。ポジションはDFまたはMF。

## クラブ歴
マットグロッソ・ド・スル州カンポ・グランデに生まれ、サンパウロFCの下部組織からトップチームに昇格しプロデビュー。2005年7月17日に行われたカンピオナート・ブラジレイロ・セリエAのサントスFC戦がその初陣となった。2012年にフルミネンセFCにレンタル移籍した後2013年に完全移籍した。2016年にSEパルメイラスに移籍。

## 代表歴
2012年11月13日にスーペルクラシコ・デ・ラス・アメリカスに臨むブラジル代表に選出され、21日に行われた同大会のアルゼンチン代表戦で代表初出場を飾った。

## タイトル

### クラブ
サンパウロ
- カンピオナート・ブラジレイロ・セリエA: 2008

フルミネンセ
- カンピオナート・カリオカ: 2012
- タッサ・グアナバラ: 2012
- カンピオナート・ブラジレイロ・セリエA: 2012

パルメイラス
- カンピオナート・ブラジレイロ・セリエA: 2016

### 代表
ブラジル
- スーペルクラシコ・デ・ラス・アメリカス: 2012
- FIFAコンフェデレーションズカップ: 2013

### 個人
- ボーラ・ジ・プラッタ: 2016[3]
- プレミオ・クラッキ・ド・ブラジレイロン: 2012, 2016[4][5]